# Jan de Rooy
Johannes de Rooy, noto Jan (Eindhoven, 19 febbraio 1943 – Middelbeers, 30 gennaio 2024) è stato un pilota di rally olandese, specializzato nei rally raid, vincitore un Rally Dakar (1987), categoria camion.

## Biografia
Pioniere della Rally Dakar, contende a Giacomo Vismara la palma di pilota di camion più popolare nella gara africana.
Suo figlio Gérard ha corso il raid nel suo Team

## Risultati

### Rally Dakar
| Anno | Classe | Scuderia               | Vettura                       | Pos. | TV |
| ---- | ------ | ---------------------- | ----------------------------- | ---- | -- |
| 1982 | Camion | Team de Rooy Transport | DAF NTT2800                   | 3º   | 0  |
| 1983 | Camion | Team de Rooy Transport | DAF FA3300 4x4                | 3º   | 0  |
| 1984 | Camion | Team de Rooy Transport | DAF FA3300 4x4                | Rit  | 0  |
| 1985 | Camion | Team de Rooy Transport | DAF FA3300 4x4                | 2º   | 0  |
| 1986 | Camion | Team de Rooy Transport | DAF FAV 3600 4x4 TurboTwin    | Rit  | 0  |
| 1987 | Camion | Team de Rooy Transport | DAF FAV 3600 4x4 TurboTwin II | 1º   | 0  |
| 1988 | Camion | Team de Rooy Transport | DAF TurboTwin 95 X1           | Rit  | 0  |
| 2002 | Camion | Team Jan de Rooy       | DAF FAV CF85 4x4              | 6º   | 1  |
| 2003 | Camion | Team Gauloises de Rooy | DAF FAV CF85 4x4              | 4º   | 2  |
| 2004 | Camion | Team Gauloises de Rooy | DAF FAV CF75 4x4              | Rit  | 0  |
| 2005 | Camion | Team Gauloises de Rooy | DAF FAV CF75 4x4              | 4º   | 0  |
| 2007 | Camion | Team Gauloises de Rooy | GINAF X2222 4x4               | Rit  | 0  |